# .bz
.bz je vrhovna internetska domena (country code top-level domain - ccTLD) za Belize. Domenom upravlja Univerzitet Belizea.

## Vanjske poveznice
- IANA .bz whois informacija  Arhivirana inačica izvorne stranice od 19. listopada 2007. (Wayback Machine)